# Saint-Cyran-du-Jambot
Saint-Cyran-du-Jambot – miejscowość i gmina we Francji, w Regionie Centralnym, w departamencie Indre.
Według danych na rok 1999 gminę zamieszkiwały 182 osoby, a gęstość zaludnienia wynosiła 12 osób/km² (wśród 1842 gmin Regionu Centralnego Saint-Cyran-du-Jambot plasuje się na 931. miejscu pod względem liczby ludności, natomiast pod względem powierzchni na miejscu 945.).